# Zishou Miaozong
Zishou Miaozong (en chino: 資壽妙總, 1095-1170) fue una maestra y poetisa china zen.
Su abuelo Su Song (1020-1101) fue canciller.
Estudió con Zhenxie Qingliao y Dahui Zonggao y ejerció como abadesa en Ceshou.